# Prostorno planiranje
Prostorno planiranje označava metode koje javni sektor koristi kako bi utjecao na distribuciju ljudi i aktivnosti u prostoru u različitim razmjerima. Prostorno planiranje obuhvaća sve razine planiranja uporabe zemljišta uključujući urbanističko planiranje, regionalno planiranje, okolinsko planiranje, nacionalne prostorne planove, a u Europskoj uniji obuhvaća i međunarodnu razinu.
Postoji mnogo defincija prostornog planiranja. Jedna od najranijih defincija nalazi se u Europskoj povelji o regionalnom/prostornom planiranju (često nazivanoj 'Torremolinoska povelja') koju je 1983. prihvatila Europska konferencija ministara nadležnih za prostorno planiranje (CEMAT):
"Regionalno/prostorno planiranje je geografski izraz ekonomske, socijalne, kulturne i ekološke politike društva. Ono je istovremeno znanstvena disciplina, administrativna tehnika i politika zamišljena kao interdisciplinarni i globalni pristup usmjeren uravnoteženom regionalnom razvoju i fizičkoj organizaciji prostora prema cjelovitoj strategiji."
Diljem svijeta postoje brojni sustavi planiranja. U sjeverozapadnoj Europi prostorno planiranje posebice se razvijalo od kasnih 1950-ih.

## Sustavi prostornog planiranja u Europi
Različiti pregledi sustava prostornog planiranja mogu se pronaći u Europi. Sljedeća tablica pokazuje neke od glavnih izvora, obuhvaćene države i datume objavljivanja.
|                        | Common Mindscapes – COMMIN Arhivirana inačica izvorne stranice od 30. ožujka 2021. (Wayback Machine) | COST Akcija za zelene strukture i urbanističko planiranje – COST C11 Arhivirana inačica izvorne stranice od 12. studenoga 2008. (Wayback Machine) | Europska mreža za promatranje prostornog planiranja – ESPON 2.3.2              | Eruopska komisija, DG-REGIO – EU Compendium | Europska konferencija ministara nadležnih za regionalno/prostorno planiranje – CEMAT | Europska alternativa za prostornu i teritorijalnu integraciju – ESTIA Arhivirana inačica izvorne stranice od 26. veljače 2009. (Wayback Machine) | ISOCARP – Međunarodno društvo urbanističkih i regionalnih planera – ISOCARP | Japansko ministarstvo za zemlju, infrastrukturu i transport – MLIT Arhivirana inačica izvorne stranice od 1. ožujka 2009. (Wayback Machine) | Pravni sustavi za prostorno planiranje – LEXALP Arhivirana inačica izvorne stranice od 12. ožujka 2009. (Wayback Machine) | Kraljevska komisija za onečišćenje okoliša – RCEP Arhivirana inačica izvorne stranice od 4. siječnja 2016. (Wayback Machine) | Ekonomska komisija UN-a za Europu – UNECE | Vizije i strategije za Baltičko more – VASAB Arhivirana inačica izvorne stranice od 22. rujna 2012. (Wayback Machine) |
| ---------------------- | --- | --- | ------------------------------------------------------------------------------ | ------------------------------------------- | ------------------------------------------------------------------------------------ | --- | --------------------------------------------------------------------------- | --- | --- | --- | ----------------------------------------- | --- |
| Albanija               | | |                                                                                |                                             |                                                                                      | 2000 Arhivirana inačica izvorne stranice od 21. prosinca 2010. (Wayback Machine)                                                                 |                                                                             | | | |                                           | |
| Armenija               | | |                                                                                |                                             | 2006                                                                                 | |                                                                             | | | | 2000                                      | |
| Austrija               | | | 2007 Arhivirana inačica izvorne stranice od 18. ožujka 2009. (Wayback Machine) | 1997                                        |                                                                                      | | 2008                                                                        | | 2008 Arhivirana inačica izvorne stranice od 12. ožujka 2009. (Wayback Machine)                                            | |                                           | |
| Belgija                | | | 2007 Arhivirana inačica izvorne stranice od 18. ožujka 2009. (Wayback Machine) | 1997                                        |                                                                                      | | 2008                                                                        | | | |                                           | |
| Bjelorusija            | 2007 Arhivirana inačica izvorne stranice od 20. lipnja 2008. (Wayback Machine)                       | |                                                                                |                                             |                                                                                      | |                                                                             | | | |                                           | 2000 Arhivirana inačica izvorne stranice od 14. veljače 2015. (Wayback Machine)                                       |
| Bugarska               | | | 2007 Arhivirana inačica izvorne stranice od 18. ožujka 2009. (Wayback Machine) |                                             | 2003                                                                                 | 2000 Arhivirana inačica izvorne stranice od 21. prosinca 2010. (Wayback Machine)                                                                 | 2008                                                                        | | | |                                           | |
| Cipar                  | | | 2007 Arhivirana inačica izvorne stranice od 18. ožujka 2009. (Wayback Machine) |                                             |                                                                                      | |                                                                             | | | |                                           | |
| Češka                  | | | 2007 Arhivirana inačica izvorne stranice od 18. ožujka 2009. (Wayback Machine) |                                             |                                                                                      | | 2008                                                                        | | | |                                           | |
| Danska                 | 2007 Arhivirana inačica izvorne stranice od 20. lipnja 2008. (Wayback Machine)                       | 2005 Arhivirana inačica izvorne stranice od 23. svibnja 2008. (Wayback Machine)                                                                   | 2007 Arhivirana inačica izvorne stranice od 18. ožujka 2009. (Wayback Machine) | 1997                                        |                                                                                      | | 2008                                                                        | | | |                                           | 2000 Arhivirana inačica izvorne stranice od 14. veljače 2015. (Wayback Machine)                                       |
| Estonija               | 2007 Arhivirana inačica izvorne stranice od 20. lipnja 2008. (Wayback Machine)                       | | 2007 Arhivirana inačica izvorne stranice od 18. ožujka 2009. (Wayback Machine) |                                             |                                                                                      | | 2008                                                                        | | | |                                           | 2000 Arhivirana inačica izvorne stranice od 14. veljače 2015. (Wayback Machine)                                       |
| Finska                 | 2007 Arhivirana inačica izvorne stranice od 20. lipnja 2008. (Wayback Machine)                       | 2005 Arhivirana inačica izvorne stranice od 23. svibnja 2008. (Wayback Machine)                                                                   | 2007 Arhivirana inačica izvorne stranice od 18. ožujka 2009. (Wayback Machine) | 1997                                        | 2005                                                                                 | | 2008                                                                        | | | |                                           | 2000 Arhivirana inačica izvorne stranice od 14. veljače 2015. (Wayback Machine)                                       |
| Francuska              | | 2005 Arhivirana inačica izvorne stranice od 23. svibnja 2008. (Wayback Machine)                                                                   | 2007 Arhivirana inačica izvorne stranice od 18. ožujka 2009. (Wayback Machine) | 1997                                        |                                                                                      | | 2008                                                                        | 2007[neaktivna poveznica] | 2008 Arhivirana inačica izvorne stranice od 12. ožujka 2009. (Wayback Machine)                                            | 2000 Arhivirana inačica izvorne stranice od 28. siječnja 2009. (Wayback Machine)                                             |                                           | |
| Grčka                  | | | 2007 Arhivirana inačica izvorne stranice od 18. ožujka 2009. (Wayback Machine) | 1997                                        |                                                                                      | 2000 Arhivirana inačica izvorne stranice od 21. prosinca 2010. (Wayback Machine)                                                                 | 2008                                                                        | | | |                                           | |
| Gruzija                | | |                                                                                |                                             |                                                                                      | |                                                                             | | | | 2003                                      | |
| Irska                  | | | 2007 Arhivirana inačica izvorne stranice od 18. ožujka 2009. (Wayback Machine) | 1997                                        |                                                                                      | | 2008                                                                        | | | 2000 Arhivirana inačica izvorne stranice od 28. siječnja 2009. (Wayback Machine)                                             |                                           | |
| Italija                | | 2005 Arhivirana inačica izvorne stranice od 23. svibnja 2008. (Wayback Machine)                                                                   | 2007 Arhivirana inačica izvorne stranice od 18. ožujka 2009. (Wayback Machine) | 1997                                        |                                                                                      | | 2008                                                                        | | 2008 Arhivirana inačica izvorne stranice od 12. ožujka 2009. (Wayback Machine)                                            | |                                           | |
| Latvija                | 2007 Arhivirana inačica izvorne stranice od 20. lipnja 2008. (Wayback Machine)                       | | 2007 Arhivirana inačica izvorne stranice od 18. ožujka 2009. (Wayback Machine) |                                             |                                                                                      | |                                                                             | | | | 1998                                      | 2000 Arhivirana inačica izvorne stranice od 14. veljače 2015. (Wayback Machine)                                       |
| Litva                  | 2007 Arhivirana inačica izvorne stranice od 20. lipnja 2008. (Wayback Machine)                       | | 2007 Arhivirana inačica izvorne stranice od 18. ožujka 2009. (Wayback Machine) |                                             |                                                                                      | |                                                                             | | | | 1998                                      | 2000 Arhivirana inačica izvorne stranice od 14. veljače 2015. (Wayback Machine)                                       |
| Luksemburg             | | | 2007 Arhivirana inačica izvorne stranice od 18. ožujka 2009. (Wayback Machine) | 1997                                        | 2006                                                                                 | | 2008                                                                        | | | |                                           | |
| Mađarska               | | | 2007 Arhivirana inačica izvorne stranice od 18. ožujka 2009. (Wayback Machine) |                                             |                                                                                      | 2000 Arhivirana inačica izvorne stranice od 21. prosinca 2010. (Wayback Machine)                                                                 | 2008                                                                        | | | |                                           | |
| Makedonija             | | |                                                                                |                                             |                                                                                      | 2000 Arhivirana inačica izvorne stranice od 21. prosinca 2010. (Wayback Machine)                                                                 |                                                                             | | | | 2002                                      | |
| Malta                  | | | 2007 Arhivirana inačica izvorne stranice od 18. ožujka 2009. (Wayback Machine) |                                             |                                                                                      | |                                                                             | | | |                                           | |
| Nizozemska             | | 2005 Arhivirana inačica izvorne stranice od 23. svibnja 2008. (Wayback Machine)                                                                   | 2007 Arhivirana inačica izvorne stranice od 18. ožujka 2009. (Wayback Machine) | 1997                                        |                                                                                      | | 2008                                                                        | 2007[neaktivna poveznica] | | 2000 Arhivirana inačica izvorne stranice od 28. siječnja 2009. (Wayback Machine)                                             |                                           | |
| Norveška               | 2007 Arhivirana inačica izvorne stranice od 20. lipnja 2008. (Wayback Machine)                       | 2005 Arhivirana inačica izvorne stranice od 23. svibnja 2008. (Wayback Machine)                                                                   | 2007 Arhivirana inačica izvorne stranice od 18. ožujka 2009. (Wayback Machine) |                                             |                                                                                      | | 2008                                                                        | | | |                                           | 2000 Arhivirana inačica izvorne stranice od 14. veljače 2015. (Wayback Machine)                                       |
| Njemačka               | 2007 Arhivirana inačica izvorne stranice od 20. lipnja 2008. (Wayback Machine)                       | 2005 Arhivirana inačica izvorne stranice od 23. svibnja 2008. (Wayback Machine)                                                                   | 2007 Arhivirana inačica izvorne stranice od 18. ožujka 2009. (Wayback Machine) | 1997                                        |                                                                                      | | 2008                                                                        | 2007[neaktivna poveznica] | 2008 Arhivirana inačica izvorne stranice od 12. ožujka 2009. (Wayback Machine)                                            | 2000 Arhivirana inačica izvorne stranice od 28. siječnja 2009. (Wayback Machine)                                             |                                           | 2000 Arhivirana inačica izvorne stranice od 14. veljače 2015. (Wayback Machine)                                       |
| Poljska                | 2007 Arhivirana inačica izvorne stranice od 20. lipnja 2008. (Wayback Machine)                       | 2005 Arhivirana inačica izvorne stranice od 23. svibnja 2008. (Wayback Machine)                                                                   | 2007 Arhivirana inačica izvorne stranice od 18. ožujka 2009. (Wayback Machine) |                                             |                                                                                      | | 2008                                                                        | | | |                                           | 2000 Arhivirana inačica izvorne stranice od 14. veljače 2015. (Wayback Machine)                                       |
| Portugal               | | | 2007 Arhivirana inačica izvorne stranice od 18. ožujka 2009. (Wayback Machine) | 1997                                        | 2004                                                                                 | | 2008                                                                        | | | |                                           | |
| Rumunjska              | | | 2007 Arhivirana inačica izvorne stranice od 18. ožujka 2009. (Wayback Machine) |                                             |                                                                                      | 2000 Arhivirana inačica izvorne stranice od 21. prosinca 2010. (Wayback Machine)                                                                 |                                                                             | | | | 2001                                      | |
| Ruska Federacija       | 2007 Arhivirana inačica izvorne stranice od 20. lipnja 2008. (Wayback Machine)                       | |                                                                                |                                             |                                                                                      | | 2008                                                                        | | | |                                           | 2000 Arhivirana inačica izvorne stranice od 14. veljače 2015. (Wayback Machine)                                       |
| Slovačka               | | | 2007 Arhivirana inačica izvorne stranice od 18. ožujka 2009. (Wayback Machine) |                                             |                                                                                      | | 2008                                                                        | | | |                                           | |
| Slovenija              | | | 2007 Arhivirana inačica izvorne stranice od 18. ožujka 2009. (Wayback Machine) |                                             | 2003                                                                                 | |                                                                             | | 2008 Arhivirana inačica izvorne stranice od 12. ožujka 2009. (Wayback Machine)                                            | | 1997                                      | |
| Srbija                 | | |                                                                                |                                             |                                                                                      | 2000 Arhivirana inačica izvorne stranice od 21. prosinca 2010. (Wayback Machine)                                                                 | 2008                                                                        | | | | 2007                                      | |
| Španjolska             | | 2005 Arhivirana inačica izvorne stranice od 23. svibnja 2008. (Wayback Machine)                                                                   | 2007 Arhivirana inačica izvorne stranice od 18. ožujka 2009. (Wayback Machine) | 1997                                        |                                                                                      | | 2008                                                                        | | | |                                           | |
| Švedska                | 2007 Arhivirana inačica izvorne stranice od 20. lipnja 2008. (Wayback Machine)                       | 2005 Arhivirana inačica izvorne stranice od 23. svibnja 2008. (Wayback Machine)                                                                   | 2007 Arhivirana inačica izvorne stranice od 18. ožujka 2009. (Wayback Machine) | 1997                                        |                                                                                      | | 2008                                                                        | | | 2000 Arhivirana inačica izvorne stranice od 28. siječnja 2009. (Wayback Machine)                                             |                                           | 2000 Arhivirana inačica izvorne stranice od 14. veljače 2015. (Wayback Machine)                                       |
| Švicarska              | | | 2007 Arhivirana inačica izvorne stranice od 18. ožujka 2009. (Wayback Machine) |                                             |                                                                                      | | 2008                                                                        | | 2008 Arhivirana inačica izvorne stranice od 12. ožujka 2009. (Wayback Machine)                                            | |                                           | |
| Turska                 | | |                                                                                |                                             |                                                                                      | | 2008                                                                        | | | |                                           | |
| Ujedinjeno Kraljevstvo | | 2005 Arhivirana inačica izvorne stranice od 23. svibnja 2008. (Wayback Machine)                                                                   | 2007 Arhivirana inačica izvorne stranice od 18. ožujka 2009. (Wayback Machine) | 1997                                        |                                                                                      | | 2008                                                                        | 2007[neaktivna poveznica] | | 2000 Arhivirana inačica izvorne stranice od 28. siječnja 2009. (Wayback Machine)                                             |                                           | |

## Europsko prostorno planiranje
Godine 1999. ministri zaduženi za regionalno planiranje u zemljama članicama EU-a potpisali su dokument pod nazivom Europska perspektiva prostornog razvoja (ESDP). Iako ESDP nema obvezujući status, a Europska unija nema službene ovlasti za prostorno planiranje, ESDP je utjecao na politike prostornog planiranja u europskim regijama i državama članicama, te postavio koordinaciju sektorskih politika EU-a na politički dnevni red.
Termin teritorijalna kohezija sve se više koristi na europskoj razini, te se primjerice spominje u nacrtu Ugovora o EU (Ustav) kao zajednička sposobnost Europske unije; a također je uključen u Lisabonski ugovor. Termin je definiran u "opsežnom dokumentu" u Rotterdamu krajem 2004. te je detaljno elaboriran uporabom empirijskih podataka iz programa ESPON u dokumentu pod nazivom Teritorijalna država i perspektive Europske unije  Arhivirana inačica izvorne stranice od 5. prosinca 2008. (Wayback Machine). Na ministarskoj konferenciji u svibnju 2007. u Leipzigu potpisan je politički dokument pod nazivom "Teritorijalna agenda" radi nastavka procesa započetog u Rotterdamu.

## Više informacija
- Arhitektura
- Komparatvno planiranje
- Perspektiva prostornog razvoja Europske unije
- ESPRID
- Geografija
- ISOCARP - International Society of City and Regional Planners
- Krajobrazna arhitektura
- Planiranje uporabe zemljišta
- Regionalno planiranje
- Principi inteligentnog urbanizma
- Urbanističko planiranje

## Vanjske poveznice
- CEMAT - Europska konferencija ministara nadležnih za regionalno planiranje
- EJSD  Arhivirana inačica izvorne stranice od 12. veljače 2009. (Wayback Machine) - European Journal of Spatial Development
- ESPON - Europska mreža za promatranje prostornog planiranja
- Planum - Europski časopis za planiranje
- VASAB - Incijativa za prostorno planiranje baltičkomorske regije VASAB